# أنتونيلا مينا
أنتونيلا مينا (بالإسبانية: Antonela Mena) مواليد 28 مارس 1988، هي لاعبة كرة يد أرجنتينية. مثلت منتخب الأرجنتين لكرة اليد للسيدات. شاركت في دورة الألعاب الأولمبية الصيفية سنة 2016. حققت المركز الثاني في دورة الألعاب الأمريكية 2011.

## سجل المنافسة
شاركت في البطولات التالية:
- الألعاب الأولمبية الصيفية 2016
- بطولة العالم لكرة اليد للسيدات 2011
- بطولة العالم لكرة اليد للسيدات 2013
- بطولة العالم لكرة اليد للسيدات 2015

## الميداليات
| الميدالية | المسابقة                    |
| --------- | --------------------------- |
| فضية      | دورة الألعاب الأمريكية 2011 |
| فضية      | دورة الألعاب الأمريكية 2015 |
| برونزية   | دورة الألعاب الأمريكية 2007 |

## روابط خارجية
- أنتونيلا مينا على موقع الاتحاد الأوروبي لكرة اليد (الإنجليزية)
- أنتونيلا مينا على موقع اللجنة الأولمبية الدولية (الإنجليزية)
- أنتونيلا مينا على موقع أوليمبيديا (الإنجليزية)
- أنتونيلا مينا على موقع اللجنة الأولمبية الأرجنتينية (الإسبانية)